# Квалификације за Светско првенство у фудбалу 2018 — КОНКАКАФ
Квалификације за Свјетско првенство у фудбалу 2018. — КОНКАКАФ су квалификације фудбалских репрезентација Сјеверне—Средње Америке и Кариба (КОНКАКАФ) у којима се 35 земаља такмичи за 3 или 4 мјеста на Свјетско првенство у фудбалу 2018. у Русији.
Први круг утакмица је одигран од 23. до 31. марта 2015. године.

## Систем такмичења
У квалификацијама у Сјеверној — Средњој Америци и Карибима (КОНКАКАФ) учествује 35 земаља, од који се три квалификују директно на свјетско првенство а једна игра доигравање са екипом из Азије. Квалификације се састоје из 5 кругова:
- Први круг: Укупно 14 репрезентација (рангираних од 22 до 35) су играли двоструки куп систем. Побједници првог круга се квалификују у други круг.
- Други круг: Укупно 20 репрезентација (рангираних од 9 до 21 и 7 побједника првог круга) су играли двоструки куп систем. Побједници другог круга квалификују се у трећи круг.
- Трећи круг: Укупно 12 репрезентација (рангираних од 7 до 8 и 10 побједника другог круга) ће играти двоструки куп систем. Побједници трећег круга ће се квалификовати у четврти круг.
- Четврти круг: Укупно 12 репрезентација (рангираних од 1 до 6 и 6 побједника трећег круга) ће играти двоструки лига систем. Прве двије репрезентације сваке групе ће се квалификовати у пети круг.
- Пети круг: Укупно 6 репрезентација ће се налазити у једној групи које ће играти двоструки лига систем. Прве три репрезентације ће се квалификовати на Свјетско првенство у фудбалу 2018. а четврта репрезентација ће се квалификовати на интерконтиненталне квалификације гдје ће играти са репрезентацијом из Азије.

## Земље учеснице
Свих 35 репрезентација из Конкакаф зоне су ушле у квалификације. Бројеви у заградама означавају мјесто на Фифиној ранг листи од августа 2014. године.
| Почињу од четвртог круга (рангирани од 1 до 6)                                                                       | Почињу од трећег круга (рангирани од 7 до 8) | Почињу од другог круга (рангирани од 9 до 21) | Почињу од првог круга (рангирани од 22 до 35) |
| --- | -------------------------------------------- | --- | --- |
| 1. Костарика (15) 2. Мексико (17) 3. Сједињене Државе (18) 4. Хондурас (43) 5. Панама (63) 6. Тринидад и Тобаго (80) | 1. Јамајка (85) 2. Хаити (117)               | 1. Канада (122) 2. Куба (124) 3. Аруба (124) 4. Доминиканска Република (126) 5. Салвадор (127) 6. Суринам (131) 7. Гватемала (134) 8. Сент Винсент и Гренадини (134) 9. Света Луција (138) 10. Гренада (142) 11. Антигва и Барбуда (149) 12. Гвајана (153) 13. Порторико (155) | 1. Сент Китс и Невис (159) 2. Белизе (162) 3. Монтсерата (165) 4. Доминика (168) 5. Барбадос (169) 6. Бермуди (173) 7. Никарагва (175) 8. Теркс и Кејкос (181) 9. Курасао (182) 10. Америчка Девичанска Острва (191) 11. Бахами (193) 12. Кајманска Острва (197) 13. Британска Девичанска Острва (201) 14. Ангвила (207) |

## Први круг
Утакмице првог круга су одржане од 22. до 23. марта 2015. године. Укупно 14 репрезентација (рангирани од 22 до 35) су играли двоструки куп систем. Укупно 7 побједника се квалификовало у други круг. 
Жријеб првог круга је извучен 15. јануара 2015. године у Мајами Бичу САД
- Сва времена су по средњеевропском времену.

### Жријеб првог круга
| Шешир 1 | Шешир 2 |
| --- | --- |
| 1. Сент Китс и Невис (159) 2. Белизе (162) 3. Монтсерата (165) 4. Доминика (168) 5. Барбадос (169) 6. Бермуди (173) 7. Никарагва (175) | 1. Теркс и Кејкос (181) 2. Курасао (182) 3. Америчка Девичанска Острва (191) 4. Бахами (193) 5. Кајманска Острва (197) 6. Британска Девичанска Острва (201) 7. Ангвила (207) |

### Утакмице
| Репрезентација              | Укупан рез. | Репрезентација             | 1. утак. | 2. утак. |
| --------------------------- | ----------- | -------------------------- | -------- | -------- |
| Бахами                      | 0:8         | Бермуди                    | 0:5      | 0:3      |
| Британска Девичанска Острва | 2:3         | Доминика                   | 2:3      | 0:0      |
| Барбадос                    | 4:1         | Америчка Девичанска Острва | 0:1      | 4:0      |
| Сент Китс и Невис           | 12:4        | Теркс и Кејкос             | 6:2      | 6:2      |
| Никарагва                   | 8:0         | Ангвила                    | 5:0      | 3:0      |
| Белизе                      | 1:1         | Кајманска Острва           | 0:0      | 1:1      |
| Курасао                     | 4:3         | Монтсерата                 | 2:1      | 2:2      |

| Бахами | 0:5       | Бермуди                                                      |
| ------ | --------- | ------------------------------------------------------------ |
|        | Извјештај | Леверок 4’, · Велс 14’ (пен), · Левис 29’, · Донава 57’, 70’ |

| Бермуди                     | 3:0       | Бахами |
| --------------------------- | --------- | ------ |
| Велс 79’, 87’, · Бургес 81’ | Извјештај |        |

| Британска Девичанска Острва | 2:3       | Доминика                                     |
| --------------------------- | --------- | -------------------------------------------- |
| Е. Мос 42’, · Џонсон 52’    | Извјештај | Елизе 45+1’, · Мит. Џозеф 65’, · Пелтиер 80’ |

| Доминика | 0:0       | Британска Девичанска Острва |
| -------- | --------- | --------------------------- |
|          | Извјештај |                             |

| Барбадос | 0:1       | Америчка Девичанска Острва |
| -------- | --------- | -------------------------- |
|          | Извјештај | Бровн 16’                  |

| Америчка Девичанска Острва | 0:4       | Барбадос                                                       |
| -------------------------- | --------- | -------------------------------------------------------------- |
|                            | Извјештај | Саргеант 4’, · Џем. Кадлер 25’, · Харте 76’, · Џеб. Кадлер 90’ |

| Сент Китс и Невис                                                                | 6:2       | Теркс и Кејкос                   |
| -------------------------------------------------------------------------------- | --------- | -------------------------------- |
| Харис 18’, · Т. Лидер 43’, · О. Митчум 45+3’, 90’, · Ханлеј 68’, · О Лоуглин 86’ | Извјештај | Форбес 22’, · Т. Лидер 74’ (аг.) |

| Теркс и Кејкос                 | 2:6       | Сент Китс и Невис                                              |
| ------------------------------ | --------- | -------------------------------------------------------------- |
| Каликсте 5’ (пен.), 14’ (пен.) | Извјештај | Џ. Лидер 7’, 29’ · Панајитоу 33’ (пен.), 55’, 60’ · Робинс 73’ |

| Никарагва                                                | 5:0       | Ангвила |
| -------------------------------------------------------- | --------- | ------- |
| Галеано 12’, · Копете 25’, 39’, · Барера 37’, · Лацо 63’ | Извјештај |         |

| Ангвила | 0:3       | Никарагва                     |
| ------- | --------- | ----------------------------- |
|         | Извјештај | Легуиас 22’, 67’ · Барера 33’ |

| Белизе | 0:0       | Кајманска Острва |
| ------ | --------- | ---------------- |
|        | Извјештај |                  |

| Кајманска Острва | 1:1       | Белизе     |
| ---------------- | --------- | ---------- |
| М. Ебанкс 5’     | Извјештај | Кујлен 20’ |

| Курасао                         | 2:1       | Монтсерата                   |
| ------------------------------- | --------- | ---------------------------- |
| Маренсиа 8’, · Чучен 39’ (пен), | Извјештај | Тејлор 24’, · Велс 14’ (пен) |

| Монтсерата                   | 2:2       | Курасао                   |
| ---------------------------- | --------- | ------------------------- |
| Вилер 65’, · Вудс-Гарнес 83’ | Извјештај | Лахман 41’, · Викенто 89’ |

## Други круг
Утакмице другог круга су одржане од 7. до 16. јуна 2015. године. Укупно 20 репрезентација (рангирани од 9 до 21 7 побједника првог круга) су играли двоструки куп систем. Укупно 10 побједника се квалификовало у трећи круг. 
Жријеб другог круга је извучен 15. јануара 2015. године у Мајами Бичу САД
- Сва времена су по средњеевропском времену.

### Жријеб другог круга
| Шешир 3 | Шешир 4 |
| --- | --- |
| 1. Сент Винсент и Гренадини (134) 2. Света Луција (138) 3. Гренада (142)                                                           | 1. Антигва и Барбуда (149) 2. Гвајана (153) 3. Порторико (155)                                                                      |
| Шешир 5 | Шешир 6 |
| 1. Канада (122) 2. Куба (124) 3. Аруба (124) 4. Доминиканска Република (126) 5. Салвадор (127) 6. Суринам (131) 7. Гватемала (134) | 1. Сент Китс и Невис (159) 2. Белизе (162) 3. Доминика (168) 4. Барбадос (169) 5. Бермуди (173) 6. Никарагва (175) 7. Курасао (182) |

### Утакмице
| Репрезентација           | Укупан рез. | Репрезентација | 1. утак. | 2. утак. |
| ------------------------ | ----------- | -------------- | -------- | -------- |
| Сент Винсент и Гренадини | 6:6         | Гвајана        | 2:2      | 4:4      |
| Антигва и Барбуда        | 5:4         | Света Луција   | 1:3      | 4:1      |
| Порторико                | 1:2         | Гренада        | 1:0      | 0:2      |
| Доминика                 | 0:6         | Канада         | 0:2      | 0:4      |
| Доминиканска Република   | 1:5         | Белизе         | 1:2      | 0:3      |
| Гватемала                | 1:0         | Бермуди        | 0:0      | 1:0      |
| Аруба                    | 3:2         | Барбадос       | 0:2      | 3:0      |
| Сент Китс и Невис        | 3:6         | Салвадор       | 2:2      | 1:4      |
| Курасао                  | 1:1         | Куба           | 0:0      | 1:1      |
| Никарагва                | 4:1         | Суринам        | 1:0      | 3:1      |

| Сент Винсент и Гренадини  | 2:2       | Гвајана                     |
| ------------------------- | --------- | --------------------------- |
| Стиварт 49’, · Слатер 83’ | Извјештај | Бересфорд 26’, · Вилсон 75’ |

| Гвајана                                             | 4:4       | Сент Винсент и Гренадини                       |
| --------------------------------------------------- | --------- | ---------------------------------------------- |
| Велшман 39’, 76’, · Бересфорд 50’ (пен), · Данс 86’ | Извјештај | Самуел 16’, · Стиварт 41’, 57’, · Андерсон 66’ |

| Антигва и Барбуда | 1:3       | Света Луција                           |
| ----------------- | --------- | -------------------------------------- |
| Хариет 21’        | Извјештај | Паул 26’, · Хенри 61’, · Грендиџ 90+1’ |

| Света Луција       | 1:4       | Антигва и Барбуда                              |
| ------------------ | --------- | ---------------------------------------------- |
| Фредерик 81’ (пен) | Извјештај | Паркер 70’, 90+3’, · Хариет 85’, · Тумва 90+5’ |

| Порторико   | 1:0       | Гренада |
| ----------- | --------- | ------- |
| Бозкурт 16’ | Извјештај |         |

| Гренада                              | 2:0       | Порторико |
| ------------------------------------ | --------- | --------- |
| Моралес 34’ (аг.), · Џем. Карлес 81’ | Извјештај |           |

| Доминика | 0:2       | Канада                         |
| -------- | --------- | ------------------------------ |
|          | Извјештај | Ларин 5’, · Теиберт 63’ (пен.) |

| Канада                                   | 4:0       | Доминика |
| ---------------------------------------- | --------- | -------- |
| Ларин 4’, · Ларин 41’, · Рикетс 52’, 77’ | Извјештај |          |

| Доминиканска Република | 1:2       | Белизе          |
| ---------------------- | --------- | --------------- |
| Ломбарди 71’           | Извјештај | Маколи 13’, 88’ |

| Белизе                                | 3:0       | Доминиканска Република |
| ------------------------------------- | --------- | ---------------------- |
| Рочез 17’, · Кујлен 37’, · Маколи 76’ | Извјештај |                        |

| Гватемала | 0:0       | Бермуди |
| --------- | --------- | ------- |
|           | Извјештај |         |

| Бермуди | 0:1       | Гватемала   |
| ------- | --------- | ----------- |
|         | Извјештај | Кинкота 25’ |

| Аруба | 0:2       | Барбадос      |
| ----- | --------- | ------------- |
|       | Извјештај | Боис 18’, 28’ |

| Барбадос    | 0:3 додјељен резултат | Аруба |
| ----------- | --------------------- | ----- |
| Холиган 78’ | Извјештај             |       |

| Сент Китс и Невис        | 2:2       | Салвадор                 |
| ------------------------ | --------- | ------------------------ |
| Митчум 68’, · Соиерс 71’ | Извјештај | Херера 41’, · Бонила 86’ |

| Салвадор                                   | 4:1       | Сент Китс и Невис |
| ------------------------------------------ | --------- | ----------------- |
| Серен 2’, · Бонила 54’, 80’, · Алварез 62’ | Извјештај | Харис 69’         |

| Курасао | 0:0       | Куба |
| ------- | --------- | ---- |
|         | Извјештај |      |

| Куба      | 1:1       | Курасао      |
| --------- | --------- | ------------ |
| Маркез 5’ | Извјештај | Маренсиа 16’ |

| Никарагва   | 1:0       | Суринам |
| ----------- | --------- | ------- |
| Чавариа 45’ | Извјештај |         |

| Суринам | 1:3       | Никарагва                                 |
| ------- | --------- | ----------------------------------------- |
| Фер 3’  | Извјештај | Легуиас 26’, · Росас 51’, · Чавариа 90+3’ |

## Трећи круг
Утакмице Трећег круга су одржане 4. и 8. септембра 2015. године. Укупно 12 репрезентација (рангирани од 7 до 8 и 19 побједника другог круга) су играли двоструки куп систем. Укупно 6 побједника се квалификовало у четврти круг. 
Жријеб трећег круга је извучен 25. јула 2015. године у Санкт Петербургу Русија.
- Сва времена су по средњоевропском времену.

### Жријеб трећег круга
| Шешир 3                                                                                            | Шешир 4 |
| -------------------------------------------------------------------------------------------------- | --- |
| 1. Јамајка (85) 2. Хаити (117) 3. Канада (122) 4. Аруба (124) 5. Салвадор (127) 6. Гватемала (134) | 1. Сент Винсент и Гренадини (134) 2. Гренада (142) 3. Антигва и Барбуда (149) 4. Белизе (162) 5. Никарагва (175) 6. Курасао (182) |

### Утакмице
| Репрезентација           | Укупан рез. | Репрезентација | 1. утак. | 2. утак. |
| ------------------------ | ----------- | -------------- | -------- | -------- |
| Курасао                  | 0:2         | Салвадор       | 0:1      | 0:1      |
| Канада                   | 4:1         | Белизе         | 3:0      | 1:1      |
| Гренада                  | 1:6         | Хаити          | 1:3      | 0:3      |
| Јамајка                  | 4:3         | Никарагва      | 2:3      | 2:0      |
| Сент Винсент и Гренадини | 3:2         | Аруба          | 2:0      | 1:2      |
| Антигва и Барбуда        | 1:2         | Гватемала      | 1:0      | 0:2      |

| Курасао | 0:1       | Салвадор  |
| ------- | --------- | --------- |
|         | Извјештај | Ларин 12’ |

| Салвадор  | 1:0       | Курасао |
| --------- | --------- | ------- |
| Бариос 9’ | Извјештај |         |

| Канада                           | 3:0       | Белизе |
| -------------------------------- | --------- | ------ |
| Рикетс 25’, 63’, · Хатчинсон 90’ | Извјештај |        |

| Белизе     | 1:1       | Канада     |
| ---------- | --------- | ---------- |
| Маколи 26’ | Извјештај | Џонсон 45’ |

| Гренада            | 1:3       | Хаити                               |
| ------------------ | --------- | ----------------------------------- |
| Стреикер 33’ (пен) | Извјештај | Морис 27’, · Џером 38’, · Назон 56’ |

| Хаити                                | 3:0       | Гренада |
| ------------------------------------ | --------- | ------- |
| Герие 26’, · Назон 38’, · Белфор 50’ | Извјештај |         |

| Јамајка                   | 2:3       | Никарагва                                   |
| ------------------------- | --------- | ------------------------------------------- |
| Матокс 69’, · Мариапа 78’ | Извјештај | Росас 5’ (пен), · Чавариа 8’, · Галеано 48’ |

| Никарагва | 0:2       | Јамајка                   |
| --------- | --------- | ------------------------- |
|           | Извјештај | Матокс 13’, · Доукинс 89’ |

| Сент Винсент и Гренадини         | 2:0       | Аруба |
| -------------------------------- | --------- | ----- |
| Слатер 51’, · Андерсон 90’ (пен) | Извјештај |       |

| Аруба         | 2:1       | Сент Винсент и Гренадини |
| ------------- | --------- | ------------------------ |
| Дансо 4’, 50’ | Извјештај | Слатер 84’               |

| Антигва и Барбуда | 1:0       | Гватемала |
| ----------------- | --------- | --------- |
| Вестон 72’ (пен)  | Извјештај |           |

| Гватемала             | 2:0       | Антигва и Барбуда |
| --------------------- | --------- | ----------------- |
| Руиз 61’, · Лопез 75’ | Извјештај |                   |

## Четврти круг
Утакмице Четвртог круга ће бити одржане од 7. новембра 2015. до 6. септембра 2016. године. Укупно 12 репрезентација (рангирани од 1 до 6 и 6 побједника трећег круга) ће играти двоструки лига систем. Укупно 12 репрезентација је подијељено и 3 групе по 4 репрезентације. Прве двије репрезентације сваке групе ће се квалификовати у пети круг. 
Жријеб четвртог круга је извучен 25. јула 2015. године у Санкт Петербургу Русија.
- Сва времена су по средњоевропском времену.

### Жријеб четвртог круга
| Шешир 1                                                    | Шешир 2                                                   | Побједници трећег круга                        | Побједници трећег круга                                                |
| ---------------------------------------------------------- | --------------------------------------------------------- | ---------------------------------------------- | ---------------------------------------------------------------------- |
| 1. Костарика (15) 2. Мексико (17) 3. Сједињене Државе (18) | 1. Хондурас (43) 2. Панама (63) 3. Тринидад и Тобаго (80) | 1. Јамајка (85) 2. Хаити (117) 3. Канада (122) | 1. Салвадор (127) 2. Гватемала (134) 3. Сент Винсент и Гренадини (134) |

### Групе

#### Група А
| Мексико | : | Салвадор |
| ------- | - | -------- |
|         |   |          |

| Канада | : | Хондурас |
| ------ | - | -------- |
|        |   |          |

| Хондурас | : | Мексико |
| -------- | - | ------- |
|          |   |         |

| Салвадор | : | Канада |
| -------- | - | ------ |
|          |   |        |

| Канада | : | Мексико |
| ------ | - | ------- |
|        |   |         |

| Салвадор | : | Хондурас |
| -------- | - | -------- |
|          |   |          |

| Мексико | : | Канада |
| ------- | - | ------ |
|         |   |        |

| Хондурас | : | Салвадор |
| -------- | - | -------- |
|          |   |          |

| Салвадор | : | Мексико |
| -------- | - | ------- |
|          |   |         |

| Хондурас | : | Канада |
| -------- | - | ------ |
|          |   |        |

| Мексико | : | Хондурас |
| ------- | - | -------- |
|         |   |          |

| Канада | : | Салвадор |
| ------ | - | -------- |
|        |   |          |

|    | Табела групе А | И | Д | Н | И | ДГ | ПГ | ГР | Бод. |
| -- | -------------- | - | - | - | - | -- | -- | -- | ---- |
| 1. | Мексико        | 0 | 0 | 0 | 0 | 0  | 0  | 0  | 0    |
| 2. | Хондурас       | 0 | 0 | 0 | 0 | 0  | 0  | 0  | 0    |
| 3. | Салвадор       | 0 | 0 | 0 | 0 | 0  | 0  | 0  | 0    |
| 4. | Канада         | 0 | 0 | 0 | 0 | 0  | 0  | 0  | 0    |

#### Група Б
| Костарика | : | Хаити |
| --------- | - | ----- |
|           |   |       |

| Јамајка | : | Панама |
| ------- | - | ------ |
|         |   |        |

| Хаити | : | Јамајка |
| ----- | - | ------- |
|       |   |         |

| Панама | : | Костарика |
| ------ | - | --------- |
|        |   |           |

| Јамајка | : | Костарика |
| ------- | - | --------- |
|         |   |           |

| Хаити | : | Панама |
| ----- | - | ------ |
|       |   |        |

| Костарика | : | Јамајка |
| --------- | - | ------- |
|           |   |         |

| Панама | : | Хаити |
| ------ | - | ----- |
|        |   |       |

| Хаити | : | Костарика |
| ----- | - | --------- |
|       |   |           |

| Панама | : | Јамајка |
| ------ | - | ------- |
|        |   |         |

| Костарика | : | Панама |
| --------- | - | ------ |
|           |   |        |

| Јамајка | : | Хаити |
| ------- | - | ----- |
|         |   |       |

|    | Табела групе Б | И | Д | Н | И | ДГ | ПГ | ГР | Бод. |
| -- | -------------- | - | - | - | - | -- | -- | -- | ---- |
| 1. | Костарика      | 0 | 0 | 0 | 0 | 0  | 0  | 0  | 0    |
| 2. | Панама         | 0 | 0 | 0 | 0 | 0  | 0  | 0  | 0    |
| 3. | Хаити          | 0 | 0 | 0 | 0 | 0  | 0  | 0  | 0    |
| 4. | Јамајка        | 0 | 0 | 0 | 0 | 0  | 0  | 0  | 0    |

#### Група Ц
| Сједињене Државе | : | Сент Винсент и Гренадини |
| ---------------- | - | ------------------------ |
|                  |   |                          |

| Гватемала | : | Тринидад и Тобаго |
| --------- | - | ----------------- |
|           |   |                   |

| Сент Винсент и Гренадини | : | Гватемала |
| ------------------------ | - | --------- |
|                          |   |           |

| Тринидад и Тобаго | : | Сједињене Државе |
| ----------------- | - | ---------------- |
|                   |   |                  |

| Гватемала | : | Сједињене Државе |
| --------- | - | ---------------- |
|           |   |                  |

| Сент Винсент и Гренадини | : | Тринидад и Тобаго |
| ------------------------ | - | ----------------- |
|                          |   |                   |

| Сједињене Државе | : | Гватемала |
| ---------------- | - | --------- |
|                  |   |           |

| Тринидад и Тобаго | : | Сент Винсент и Гренадини |
| ----------------- | - | ------------------------ |
|                   |   |                          |

| Сент Винсент и Гренадини | : | Сједињене Државе |
| ------------------------ | - | ---------------- |
|                          |   |                  |

| Тринидад и Тобаго | : | Гватемала |
| ----------------- | - | --------- |
|                   |   |           |

| Сједињене Државе | : | Тринидад и Тобаго |
| ---------------- | - | ----------------- |
|                  |   |                   |

| Гватемала | : | Сент Винсент и Гренадини |
| --------- | - | ------------------------ |
|           |   |                          |

|    | Табела групе Ц           | И | Д | Н | И | ДГ | ПГ | ГР | Бод. |
| -- | ------------------------ | - | - | - | - | -- | -- | -- | ---- |
| 1. | Сједињене Државе         | 0 | 0 | 0 | 0 | 0  | 0  | 0  | 0    |
| 2. | Тринидад и Тобаго        | 0 | 0 | 0 | 0 | 0  | 0  | 0  | 0    |
| 3. | Сент Винсент и Гренадини | 0 | 0 | 0 | 0 | 0  | 0  | 0  | 0    |
| 4. | Гватемала                | 0 | 0 | 0 | 0 | 0  | 0  | 0  | 0    |

## Пети круг
Утакмице Четвртог круга ће бити одржане од 7. новембра 2016. до 10. октобра 2017. године. Укупно 6 репрезентација (побједници четвртог круга) ће играти двоструки лига систем. Укупно 6 репрезентација се налази у једној групи. Прве три репрезентације ће се квалификовати на Свјетско првенство 2018. а четвртопласирана репрезентација се квалификује на интерконтиненталне квалификације. 
Жријеб петог круга ће бити извучен по завршетку четвртог круга.
- Сва времена су по средњоевропском времену.

| Легенда                                            |
| -------------------------------------------------- |
| Квалификоване репрезентације на Свјетско првенство |
| Квалификован у интерконтиненталне квалификације    |

### Утакмице
| Pos | Тим               | О  | П | Н | И | ГД | ГП | ГР  | Бод. | Qualification                                         |
| --- | ----------------- | -- | - | - | - | -- | -- | --- | ---- | ----------------------------------------------------- |
| 1   | Мексико           | 10 | 6 | 3 | 1 | 16 | 7  | +9  | 21   | Квалификовали се за Светско првенство у фудбалу 2018. |
| 2   | Костарика         | 10 | 4 | 4 | 2 | 14 | 8  | +6  | 16   | Квалификовали се за Светско првенство у фудбалу 2018. |
| 3   | Панама            | 10 | 3 | 4 | 3 | 9  | 10 | −1  | 13   | Квалификовали се за Светско првенство у фудбалу 2018. |
| 4   | Хондурас          | 10 | 3 | 4 | 3 | 13 | 19 | −6  | 13   | Квалификовао се за међуконфедерацијски плеј-оф        |
| 5   | Сједињене Државе  | 10 | 3 | 3 | 4 | 17 | 13 | +4  | 12   |                                                       |
| 6   | Тринидад и Тобаго | 10 | 2 | 0 | 8 | 7  | 19 | −12 | 6    |                                                       |

## Интерконтиненталне квалификације
Интерконтиненталне квалификације би требало да се одрже од 6. до 14. новембра 2017. године.
| Репрезентација | Укупан рез. | Репрезентација | 1. утак. | 2. утак. |
| -------------- | ----------- | -------------- | -------- | -------- |
| Хондурас       | 1:3         | Аустралија     | 0:0      | 1:3      |

| Хондурас | 0 : 0         | Аустралија |
| -------- | ------------- | ---------- |
|          | Детаљи (ФИФА) |            |

| Аустралија                      | 3 : 1         | Хондурас |
| ------------------------------- | ------------- | -------- |
| Јединак 54’, 72’ пен., 85’ пен. | Детаљи (ФИФА) | Елис 90’ |

Аустралија је победила са 3 : 1 укупним резултатом и квалификовала се за Светско првенство у фудбалу 2018..